# 安全期
安全期是指女性的一种生理周期，是指女性不容易受孕的期間，与月经有关係。若安全期估算準確，且月经週期沒有變化，可以在不進行其他避孕措施的情形下，在安全期進行性行為。
女性月经週期在26至35日都是正常情况，足足有約10日的差隔，可见安全期未必安全。安全期常被視為月經出現前7日至後7日，因此俗稱為前七後七，如果以月經出現的第一天算後7日也稱為前七後八。

## 原理
以月經週期28至31日為例，在月经后4至5日後为月经期，属於安全期。至下次月经来前14日为排卵期，为易孕期。月经周期之间的两个安全期由排卵期隔开。排卵期几乎可以肯定是在下一次月经来临前的第14日，或者早5日，晚4日到来，即所谓的危险期。因为男性精子可以在女性体内存活3日，所以有必要将危险期在前述14日前的5日再提前3日以备不测，该日就是第一阶段安全期的结束日。第二阶段安全期开始是从前述14日后的4日，直到第二次月经来临日。通常月经后12至22日排卵，进入危险期。
女性排卵的時間大約是經期開始第一天往前的14天，但因為精子最長大約可以在女性體內存活5天，所以女性容易受孕時間是排卵期的前5天跟後4天，而其他就是不容易受孕的時間即成為安全期，也是不易受孕期。